# El Rom
El Rom (tiếng Hebrew: אֶל רוֹם, lit. To height) là một kibbutz, ở phía bắc Cao nguyên Golan nằm trong lãnh thổ thành phố của Hội đồng khu vực Golan. Cộng đồng quốc tế coi các khu định cư của Israel ở Cao nguyên Golan là bất hợp pháp theo luật pháp quốc tế, nhưng chính phủ Israel tranh chấp điều này. Năm 2017, nó có dân số là 381 người. [1]

## Địa lý
Kibbutz nằm cách Núi Hermon khoảng mười km về phía nam, ở độ cao 1.050–1.070 mét (3.440–3.510 ft) trên mực nước biển. Cả El Rom và moshav Odem gần đó là hai khu định cư của người Do Thái ở Israel có độ cao cao nhất, sau Nimrod.

## Lịch sử
Kibbutz được thành lập vào năm 1971 bởi một nhóm người định cư nòng cốt từ phong trào thanh niên Machanot HaOlim Zionist. Mặc dù họ đã có ý định định cư tại Beit HaArava ở phía nam thung lũng sông Jordan, cuối cùng họ vẫn bị thuyết phục di chuyển đến Cao nguyên Golan. Khu định cư ban đầu bị phá vỡ trong cuộc chiến Yom Kippur, hầu hết các tòa nhà đã được sửa chữa, ngoại trừ một hoặc hai prefab.

## Khí hậu
El Rom có khí hậu kiểu Địa Trung Hải, với mùa hè ấm và khô, sau đó là mùa đông lạnh và ẩm. Nằm ở phía bắc của Cao nguyên Golan và ở độ cao hơn một nghìn mét so với mực nước biển mang lại cho nó một thời tiết quanh năm độc đáo so với hầu hết Israel. Thời gian mùa hè, vào giữa tháng Năm và tháng Chín, khô ráo với hầu như không có mưa và nhiệt độ 253030 độ C trong ngày trong những tháng nóng của tháng Bảy và tháng Tám. Đêm chủ yếu mát mẻ do gió lục địa thổi từ sa mạc rộng lớn về phía đông. Nhiệt độ mùa đông trung bình bảy độ C trong những tháng lạnh của tháng giêng và tháng hai trong ngày và thấp hơn 2-3 độ C, có lúc giảm xuống dưới 0 đến âm mười lăm. Những cơn mưa bắt đầu vào tháng 9 và kéo dài cho đến tháng 5 mang lại sự sống cho khu vực, lấp đầy các hồ chứa và rất nhiều nước quý giá đến Biển hồ Galilee. Lượng mưa hàng năm trung bình 940 mm mưa và tuyết thường xuyên, nhưng vài năm qua cho thấy lượng mưa ít hơn và nhiệt độ cao hơn. Sương mù rất phổ biến trong suốt cả năm.

## Nền kinh tế
Nền kinh tế chủ yếu dựa vào nông nghiệp. Cây trồng bao gồm táo, lê, dâu tây, nho để làm rượu vang. Một nhà rượu táo sản xuất rượu táo theo kiểu Anh hoạt động trên kibbutz. Họ cũng nuôi gia súc để làm thức ăn và gà. Năm 1984, kibbutz thành lập El Rom Studios để cung cấp cơ hội việc làm và nguồn doanh thu thay thế. Các hãng phim chiếm thị phần lớn trong thị trường để thêm phụ đề cũng như các dịch vụ dịch thuật khác cho phim và truyền hình. Ở Israel, vì phim và chương trình truyền hình nước ngoài hiếm khi được lồng tiếng, nên cần phải cung cấp các dịch vụ này liên tục.